# 坪倉正治
坪倉 正治（つぼくら まさはる）は、日本の医師である。博士(医学)(東京大学)。専門は血液内科。福島県立医科大学放射線健康管理学講座主任教授、相馬中央病院、南相馬市立総合病院、ひらた中央病院、ナビタスクリニックなどに勤務。

## 人物
大阪市出身、灘中学校・高等学校を経て、2006年（平成18年）東京大学医学部卒業。亀田総合病院で臨床研修の後、帝京大学ちば総合医療センター、がん感染症センター都立駒込病院に勤務。2011年(平成23年)、東京大学大学院医学系研究科に進学し、2015年(平成27年)、東京大学大学院医学系研究科博士課程修了。
東日本大震災後の2011年4月より、福島県浜通りで被災地支援を開始。通常の診療に加え、ホールボディカウンターを用いた内部被曝検査を実施し、また住民への説明会も行っている。前述の内部被曝検査のデータをまとめ、2012年、JAMAに論文を発表した。これらの活動により、2012年10月『第1回「明日の象徴」医師部門』を受賞した。
2020年(令和2年)6月1日より、福島県立医科大学放射線健康管理学講座主任教授に就任した。6月20日、福島県での医療活動に対して、安藤忠雄文化財団賞を受賞

## 年譜
- 2006年（平成18年）
  - 3月 - 東京大学医学部卒業[1]
  - 4月 - 亀田総合病院研修医[18]
- 2008年(平成20年)4月 - 帝京大学ちば総合医療センター第三内科(血液)助手[18]
- 2010年(平成22年)4月 - 東京都立駒込病院血液内科医員[18]
- 2011年(平成23年)
  - 4月 - 東京大学大学院医学系研究科大学院生[4]
  - 4月 - 東京大学医科学研究所先端医療社会コミュニケーションシステム社会連携研究部門研究員[18][19][20]
  - 5月 - 南相馬市立総合病院非常勤医[18]
  - 5月 - 南相馬市立総合病院非常勤医[18]
  - 7月 - 福島県南相馬市でホールボディカウンターを用いた内部被曝検査を開始[4]
- 2012年(平成24年)
  - 3月 - 相馬中央病院非常勤医
  - 10月 - 『第1回「明日の象徴」医師部門』受賞[5][6]
- 2015年(平成27年)3月 - 東京大学大学院医学系研究科博士課程修了[2][19][10]

(時期不明) - 福島県立医科大学公衆衛生学講座特任教授
- 2020年(令和2年)
  - 6月1日 - 福島県立医科大学放射線健康管理学講座主任教授[9][10]
  - 6月20日 - 安藤忠雄文化財団賞を受賞[13]